# Bàdminton als Jocs Olímpics d'estiu de 2016
Als Jocs Olímpics d'Estiu de 2016, realitzats a la ciutat de Rio de Janeiro (Brasil), es disputaran cinc proves de bàdminton, dues en categoria masculina, dues en categoria femenina i una en categoria mixta.
Les proves es realitzaran entre els dies 11 i 20 d'agost al pavelló de Riocentro.

## Calendari
| P | Preliminars | R | Primera ronda | ¼ | Quarts de final | ½ | Semifinals | F | Final |

| Data →             | Dj 11 | Dj 11 | Dj 11 | Dv 12 | Dv 12 | Dv 12 | Ds 13 | Ds 13 | Ds 13 | Dg 14 | Dg 14 | Dg 14 | Dl 15 | Dl 15 | Dm 16 | Dm 16 | Dc 17 | Dc 17 | Dj 18 | Dj 18 | Dv 19 | Dv 19 | Ds 20 | Ds 20 |
| Prova ↓            | M     | T     | N     | M     | T     | N     | M     | T     | N     | M     | T     | N     | M     | N     | M     | N     | M     | N     | M     | N     | M     | N     | M     | N     |
| ------------------ | ----- | ----- | ----- | ----- | ----- | ----- | ----- | ----- | ----- | ----- | ----- | ----- | ----- | ----- | ----- | ----- | ----- | ----- | ----- | ----- | ----- | ----- | ----- | ----- |
| Individual masculí | P     | P     | P     | P     | P     | P     | P     | P     | P     | P     | P     |       | R     | R     |       |       | ¼     |       |       |       | ½     |       | F     |       |
| Dobles masculins   | P     | P     | P     | P     | P     | P     | P     | P     | P     |       |       |       | ¼     |       | ½     |       |       |       | F     |       | F     |       |       |       |
| Individual femení  | P     | P     | P     | P     | P     | P     | P     | P     | P     | P     | P     | P     |       | R     |       | ¼     |       |       | ½     |       | F     |       |       |       |
| Dobles femenins    | P     | P     | P     | P     | P     | P     | P     | P     | P     |       |       |       | ¼     |       | ½     |       |       |       | F     |       |       |       |       |       |
| Dobles mixts       | P     | P     | P     | P     | P     | P     | P     | P     |       |       |       | ¼     |       | ½     |       | F     | F     |       |       |       |       |       |       |       |

## Resum de medalles

### Categoria masculina
| Proves             | Or                                    | Plata                              | Bronze                                   |
| Individual detalls | Chen Long (CHN)                       | Lee Chong Wei (MAS)                | Viktor Axelsen (DEN)                     |
| Dobles detalls     | R.P. de la XinaFu Haifeng · Zhang Nan | MalàisiaGoh V Shem · Tan Wee Kiong | Regne UnitChris Langridge · Marcus Ellis |

### Categoria femenina
| Proves             | Or                                     | Plata                                              | Bronze                                        |
| Individual detalls | Carolina Marín (ESP)                   | P.V. Sindhu (IND)                                  | Nozomi Okuhara (JPN)                          |
| Dobles detalls     | JapóMisaki Matsutomo · Ayaka Takahashi | DinamarcaChristinna Pedersen · Kamilla Rytter Juhl | Corea del SudJung Kyung-eun · Shin Seung-chan |

### Categoria mixta
| Proves         | Or                                      | Plata                                 | Bronze                                 |
| Dobles detalls | IndonèsiaTontowi Ahmad · Lilyana Natsir | MalàisiaChan Peng Soon · Goh Liu Ying | R.P. de la XinaZhang Nan · Zhao Yunlei |

## Medaller
| Posició | País            | Or | Plata | Bronze | Total |
| 1       | R.P. de la Xina | 2  | 0     | 1      | 3     |
| 2       | Japó            | 1  | 0     | 1      | 2     |
| 3       | Indonèsia       | 1  | 0     | 0      | 1     |
| 3       | Espanya         | 1  | 0     | 0      | 1     |
| 5       | Malàisia        | 0  | 3     | 0      | 3     |
| 6       | Dinamarca       | 0  | 1     | 1      | 2     |
| 7       | Índia           | 0  | 1     | 0      | 1     |
| 8       | Corea del Sud   | 0  | 0     | 1      | 1     |
| 8       | Regne Unit      | 0  | 0     | 1      | 1     |
| Total   | Total           | 5  | 5     | 5      | 15    |